# Alla Pugaciova
Alla Borisovna Pugaciova (în rusă Алла Борисовна Пугачёва; n. 15 aprilie 1949, Moscova) este o cântăreață, cantautoare, producătoare muzicală, actriță și prezentatoare TV rusă; Artistă a Poporului a Federației Ruse (1991), laureată a Premiului de Stat al Federației Ruse (1995).
În repertoriul ei sunt peste 500 de piese în limbile rusă, engleză, germană, franceză, ebraică, finlandeză și ucraineană, iar discografia ei conține peste 100 de viniluri, CD-uri și DVD-uri. În afară de Rusia și țările din fosta URSS, albumele Allei Pugaciova au fost lansate în Japonia, Coreea, Suedia, Finlanda, Germania, Polonia, Cehoslovacia și Bulgaria. Tirajul total al discurilor sale este de 250 de milioane de exemplare.
În prezent și-a anunțat încetarea carierei active de interpretă, și nu mai face turnee de concerte. Ea are două fiice și trei nepoți, și în prezent este căsătorită cu Maxim Galkin (al 5-lea său soț).
Alla Pugaciova a reprezentat Rusia la Concursul Muzical Eurovision 1997, și s-a clasat pe locul 15.

## Discografie

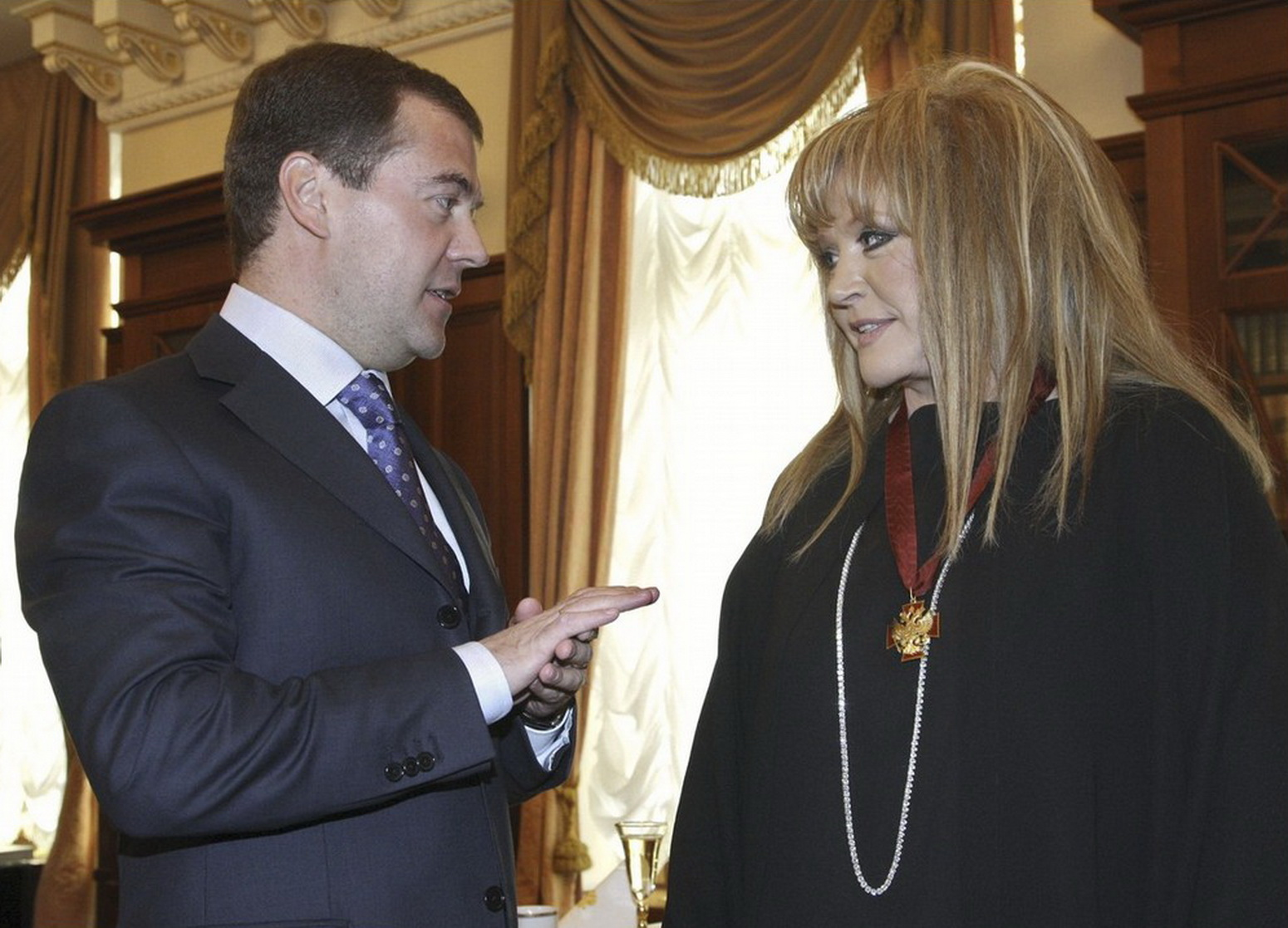
Dmitri Medvedev o decorează pe Alla Pugaciova cu Ordinul Meritului față de Patrie de gradul al 3-lea, de ziua ei, în 2009.

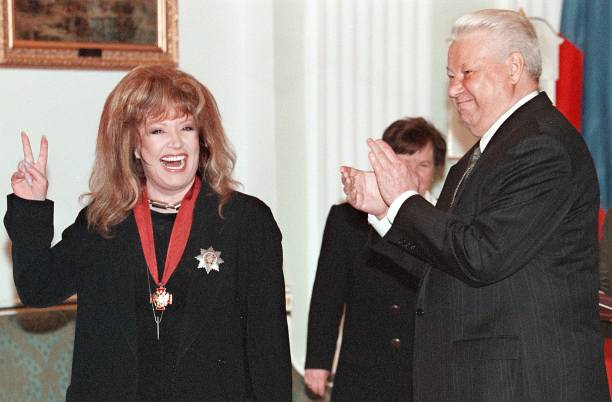
Președintele Rusiei Boris Elțin o felicită pe Alla Pugaceva cu ocazia zilei onomastice.

### Albume de studio solo
| An   | Număr                     | Titlu original                  | Titlu în română                  | Format    | Casă de discuri, țara      |
| ---- | ------------------------- | ------------------------------- | -------------------------------- | --------- | -------------------------- |
| 1976 |                           | Золотой Орфей 76                | Orpheus de Aur 76                | Live LP   | Balkanton, Bulgaria        |
| 1977 | C60 09799-2               | Зеркало души                    | Oglinda Sufletului               | Double LP | Melodia, URSS              |
| 1979 | C60 11975-6               | Арлекино и другие               | Arlequino și ceilalți            | LP        | Melodia, URSS              |
| 1980 | C60 14429-0               | Поднимись над суетой            | Ridică-te asupra vanității       | LP        | Melodia, URSS              |
| 1980 | C60 14935-6               | То ли ещё будет                 | Va mai fi..                      | LP        | Melodia, URSS              |
| 1982 | C60 17663-6               | Как тревожен этот путь          | Cât de agitată-i calea asta      | Double    | Melodia, URSS              |
| 1985 | C90 21357-8               | Ах, как хочется жить            | Ah, ce mai vreau să trăiesc      | LP        | Melodia, URSS              |
| 1985 | WRM LP01                  | Watch Out                       | Watch Out                        | LP        | World Record Music, Sweden |
| 1986 | C60 24717-8               | Счастья в личной жизни          | Feririce-n viața personală!      | LP        | Melodia, URSS              |
| 1986 | C60 25059-0               | Пришла и говорю                 | I Came to Say                    | LP        | Melodia, URSS              |
| 1990 | SUCD 60 00122             | Алла                            | Alla                             | CD        | Melodia, URSS              |
| 1991 | 10191-40191               | Рождественские встречи 1990     | Întrunirile de Crăciun 1990      | 2LP       | Russian disc, URSS         |
| 1992 | STEREO R60 00887          | Рождественские встречи 1991     | Întrunirile de Crăciun 1991      | 2LP       | Russian disc, Rusia        |
| 1995 | SZCD0475                  | Не делайте мне больно, господа! | Nu mă faceți să sufăr, domnilor! | CD        | Soiuz, Rusia               |
| 1998 | Ex 98073                  | Да!                             | Da!                              | CD        | Extraphone, Rusia          |
| 2001 | АБП 0037                  | Речной трамвайчик               | Tramvaiul riveran                | CD        | Alla, Rusia                |
| 2002 | АБП 0038                  | А был ли мальчик                | A fost oare băiatul?             | CD        | Alla, Rusia                |
| 2003 | АБП 0055, МТ 702909-288-1 | Живи спокойно, страна!          | Trăiește liniștită, țară!        | CD        | Alla & Monolit, Rusia      |
| 2008 | АБП 0055, МТ 702909-288-1 | Приглашение на закат            | Invitație la apus de soare       | CD        | Alla                       |